# Promna (gmina)
Promna – gmina wiejska w województwie mazowieckim, w powiecie białobrzeskim. W latach 1975–1998 gmina położona była w województwie radomskim.
Siedziba gminy to Promna.
Według danych z wyborów samorządowych w roku 2006 gminę zamieszkiwało 5841 osób. Natomiast według danych z 31 grudnia 2023 roku gminę zamieszkiwało 5453 osób.

## Struktura powierzchni
Według danych z roku 2002 gmina Promna ma obszar 120,74 km², w tym:
- użytki rolne: 88%
- użytki leśne: 6%

Gmina stanowi 18,89% powierzchni powiatu.

## Demografia
Dane z 30 czerwca 2004:
| Opis                              | Ogółem | Ogółem | Kobiety | Kobiety | Mężczyźni | Mężczyźni |
| --------------------------------- | ------ | ------ | ------- | ------- | --------- | --------- |
| jednostka                         | osób   | %      | osób    | %       | osób      | %         |
| populacja                         | 5650   | 100    | 2759    | 48,8    | 2891      | 51,2      |
| gęstość zaludnienia (mieszk./km²) | 46,8   | 46,8   | 22,9    | 22,9    | 23,9      | 23,9      |

Gminę zamieszkuje 17,0% spośród mieszkańców powiatu.

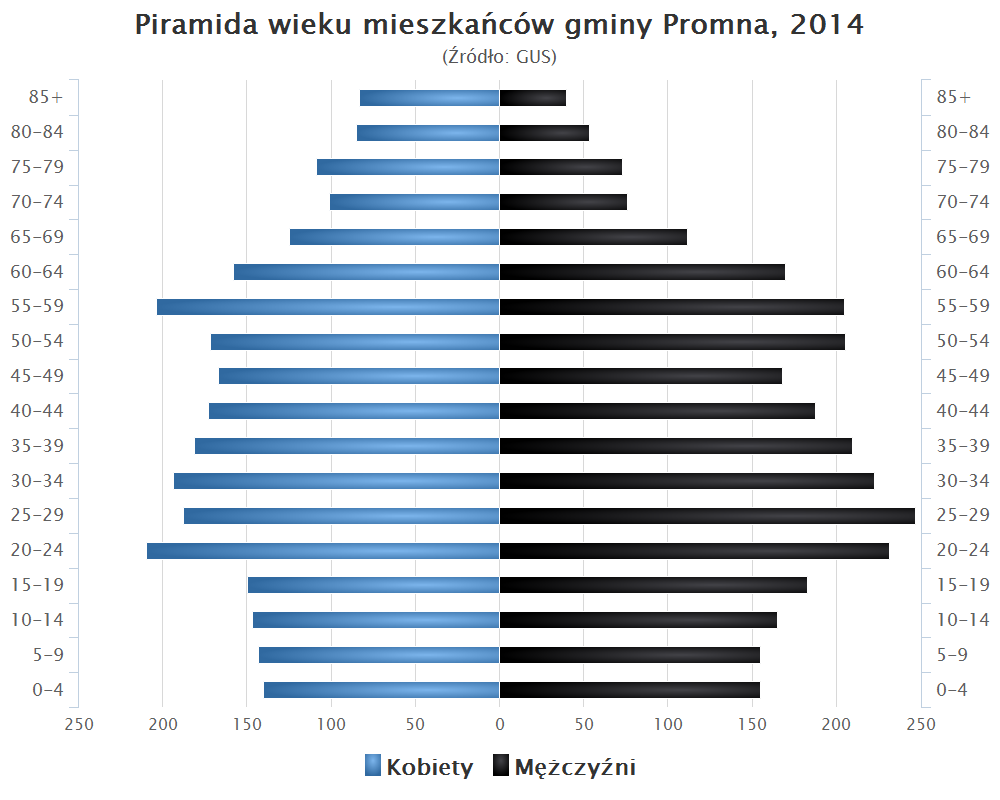
Piramida wieku mieszkańców gminy Promna w 2014 roku

## Sołectwa
Biejków, Biejkowska Wola, Broniszew, Daltrozów, Domaniewice, Falęcice, Falęcice-Parcela, Falęcice-Wola, Góry, Jadwigów, Karolin, Lisów, Lekarcice, Lekarcice Nowe, Lekarcice Stare, Mała Wieś, Osuchów, Olszamy, Olkowice, Pacew, Piekarty, Pelinów, Pnie, Promna, Promna-Kolonia, Przybyszew, Rykały, Sielce, Stanisławów, Wojciechówka, Wola Branecka, Zbrosza Mała.
Miejscowości podstawowe bez statusu sołectwa: Adamów, Bronisławów, Gajówka Jastrzębia, Helenów, Mała Wysoka, Piotrów.

## Sąsiednie gminy
Białobrzegi, Goszczyn, Jasieniec, Mogielnica, Warka, Wyśmierzyce

## Wójtowie gminy Promna
- Andrzej Wiśniewski (1990-1998)
- Waldemar Nowakowski (1998-2006)
- Wojciech Nowak (2006-nadal)